# Križevci pri Ljutomeru
Križevci pri Ljutomeru je naselje i središte općine Križevci u sjevernoj Sloveniji, u pokrajini Prekmurje. Križevci pri Ljutomeru su naselje u središnjem dijelu Murska polja na raskrižju putova prema Gornjoj Radgoni, Ljutomeru te općini Murska Sobota .

## Stanovištvo
Prema popisu stanovništva iz 2002. godine Križevci pri Ljutomeru su imali 491 stanovnika.

## Vanjske poveznice
- Satelitska snimka naselja, plan naselja  Arhivirana inačica izvorne stranice od 29. srpnja 2017. (Wayback Machine)